# منچستر تریر
منچستر تریر (به انگلیسی: Manchester Terrier)، نام یکی از نژادهای سگ است که خاستگاه آن به انگلستان بازمی‌گردد.